# 福井憲彦
福井 憲彦（ふくい のりひこ、1946年11月26日 - ）は、日本の歴史学者。学習院大学名誉教授。学習院大学学長（第11代）。専門はヨーロッパ近代史、フランス史。ヨーロッパ現代の歴史学、特にアナール学派の紹介者として知られる。

## 経歴
- 東京都生まれ
- 1965年 東京都立戸山高等学校卒業
- 1970年 東京大学文学部卒業
- 1974年-1976年 パリ第1大学留学
- 1977年 東京大学大学院人文科学研究科博士課程中退、東京大学文学部助手
- 1983年 東京経済大学経済学部助教授
- 1988年 学習院大学文学部助教授
- 1991年 同教授、以後学習院大学文学部史学科主任、学習院大学教務部長を歴任
- 2007年11月11日 同大学長に就任（～2014年）
- 2008年には教職員側の支持により学習院長候補として推され、学習院史上初めての記名投票による院長選挙が実施された。結果は学習院桜友会・父母会が支持する現職の波多野敬雄が当選・再任[2]。
- 2016年 公益財団法人日仏会館理事長[3]。
- 2017年 学習院大学を定年退職、名誉教授。
- 2019年 フランス国家功労勲章シュヴァリエを受章[4]。
- 2022年 瑞宝中綬章受章[5]
- 放送大学非常勤講師

## 著書

### 単著
- 『時間と習俗の社会史』（新曜社, 1986年／筑摩書房［ちくま学芸文庫］, 1996年）
- 『「新しい歴史学」とは何か―アナール派から学ぶもの』（日本エディタースクール出版部, 1987年／講談社学術文庫, 1995年）
- 『鏡としての歴史──現在へのメッセージを読む』（日本エディタースクール出版部, 1990年）
- 『歴史学の現代』（放送大学教育振興会, 1997年）
- 『世紀末とベル・エポックの文化』（山川出版社［世界史リブレット］, 1999年）
- 『近代ヨーロッパ史』（放送大学教育振興会, 2005年／ちくま学芸文庫, 2010年）
- 『ヨーロッパ近代の社会史―工業化と国民形成』（岩波書店, 2005年）
- 『歴史学入門』（岩波書店「岩波テキストブックスα」, 2006年、新版2019年）
- 『興亡の世界史(13)近代ヨーロッパの覇権』（講談社、2008年／講談社学術文庫、2017年）。編集委員
- 『教養としての「フランス史」の読み方』（PHP研究所, 2019年10月）
- 『物語 パリの歴史』（中公新書, 2021年8月）

### 共著
- （五十嵐武士）『世界の歴史(21)アメリカとフランスの革命』（中央公論社, 1998年／中公文庫, 2008年）
- （陣内秀信）『地中海都市周遊――カラー版』（中央公論新社［中公新書］, 2000年）
- （学習院大学文学部史学科）『歴史遊学 史料を読む』（山川出版社, 2001年）
- （稲葉宏爾）『パリ――建築と都市』（山川出版社, 2003年）
- （稲葉宏爾）『世界歴史の旅 フランス1 ロワール流域から北へ』（山川出版社, 2005年）
- （稲葉宏爾）『世界歴史の旅 フランス2 中央の山並から南へ』（山川出版社, 2010年）
- （野家啓一他）『続・中学生からの大学講義2 歴史の読み』（筑摩書房［ちくまプリマー新書］, 2018年）
- （杉山正明他）『興亡の世界史 人類はどこへ行くのか』（講談社［講談社学術文庫］, 2019年）

### 編著
- 『歴史のメトドロジー』（新評論, 1984年）
- 『革命期・19世紀 パリ市街地図集成』（柏書房, 1995年）
- 『歴史の愉しみ・歴史家への道――フランス最前線の歴史家たちとの対話』（新曜社, 1995年）
- 『世界各国史(12)フランス史』（山川出版社, 2001年）
- 『対立する国家と学問：危機に立ち向かう人文社会科学』（勉誠出版, 2018年）
- 『《YAMAKAWA Selection》フランス史』 上下巻（山川出版社, 2021年）

### 共編著
- （二宮宏之・樺山紘一）『アナール論文選(1)魔女とシャリヴァリ』（新評論, 1982年）
- （二宮宏之・樺山紘一）『アナール論文選(2)家の歴史社会学』（新評論, 1983年）
- （北原敦・木村靖二・藤本和貴夫）『ヨーロッパ近代史再考』（ミネルヴァ書房, 1983年）
- （桑田禮彰・山本哲士）『ミシェル・フーコー 1926-1984――権力・知・歴史』（新評論, 1984年）
- （二宮宏之・樺山紘一）『アナール論文選(3)医と病い』（新評論, 1984年）
- （二宮宏之・樺山紘一）『アナール論文選(4)都市空間の解剖』（新評論, 1985年）
- （近藤和彦）『歴史の重さ――ヨーロッパの政治文化を考える』（日本エディタースクール出版部, 1991年）
- （柴田三千雄・樺山紘一）『フランス史（全3巻）』（山川出版社, 1995年-1996年）
- （佐藤次高）『地域の世界史(6)ときの地域史』（山川出版社, 1999年）
- （陣内秀信）『都市の破壊と再生――場の遺伝子を解読する』（相模書房, 2000年）
- （綾部恒雄）『アソシアシオンで読み解くフランス史』（山川出版社, 2006年）
- （田尻信壹）『歴史的思考力を伸ばす 世界史授業デザイン』（明治図書出版, 2012年）
- （三浦信孝）『フランス革命と明治維新』（白水社, 2018年）

### 監修
- 『超約 ヨーロッパの歴史』（東京書籍, 2019年）
- 『一冊でわかるフランス史』（河出書房新社, 2020年）

### 訳書
- ピエール・ディヨン『監獄の時代――近代フランスにおける犯罪の歴史と懲治監獄体制の起源に関する試論』（新評論, 1982年）
- フランソワーズ・ルークス『「母と子」の民俗史』（新評論, 1983年）
- フェルナン・ブローデルほか『ブローデル歴史を語る――地中海・資本主義・フランス』（新曜社, 1987年）
- ジョルジュ・デュビーほか『愛とセクシュアリテの歴史』（新曜社, 1988年／増補版, 1993年）
- ミシェル・ペロー『フランス現代史のなかの女たち』（日本エディタースクール出版部, 1989年）
- フィリップ・アリエス『図説死の文化史――ひとは死をどのように生きたか』（日本エディタースクール出版部, 1990年）
- ロジェ・シャルチエ『読書の文化史――テクスト・書物・読解』（新曜社, 1992年）
- ピエール・ブルデュー『実践感覚』（みすず書房, 2001年）
- E・ル=ロワ=ラデュリ『新しい歴史――歴史人類学への道』（新評論,1980年、藤原書店, 2002年）
- ウィリアム・ドイル『アンシャン・レジーム』（岩波書店, 2004年）
- アンドリュー・ポーター『帝国主義』（岩波書店, 2006年）
- オリヴァー・ジマー『ナショナリズム 1890－1940』（岩波書店、2009年）
- ケヴィン・パスモア『ファシズムとは何か』（岩波書店, 2016年）

## テレビ出演
- NHK教育セミナー『歴史で見る世界』（NHK教育テレビ、2003年～2004年）
- NHK「視点・論点」『ノートルダム大聖堂の修復をめぐって』（NHK, 2019年）